# Legea spicelor
Legea spicelor (cunoscută și ca Legea celor trei spice, Legea celor cinci spice, Legea 7-8, Decretul bunicului)) (în rusă Закон о трёх колосках, Закон о пяти колосках, Закон семь-восемь, Дедушкин указ) a fost un decret sovietic pentru protejarea proprietății sovhozurilor (fermelor de stat) și a colhozurilor (fermelor colective), în special a cerealelor pe care le produceau, de furturile făcute în mare parte de către țăranii disperați în timpul foametei din 1932-1933. Decretul este cunoscut și ca Legea șapte optimi (Закон 'семь восьмых'), datorită modului în care a fost scrisă data emiterii documentului: 7/8/1932 (7 august 1932). Legea prevedea represiunea judiciară pentru furtul din proprietatea colectivă și cooperatistă și „executarea cu confiscarea tuturor bunurilor și înlocuirea, în cazul existenței circumstanțelor atenuante, cu închisoare de cel puțin 10 ani cu confiscarea tuturor bunurilor”. Amnistia era interzisă în aceste cazuri. Din 1932 până în 1940, 182.173 de persoane au fost condamnate în temeiul acestei legi.
Deși denumirea oficială a legii era mai lungă, denumirile comune Legea spicelor sau Legea celor trei spice au intrat în uz datorită articolului și broșurii procurorului general Andrei Vîșinski (1933), unde a condamnat practica punerii sub urmărire penală atât a funcționarilor corupți, cât și a celor care strângeau boabele (sau spicele) rămase în urmă pe câmpuri după ce întreaga recoltă a fost adunată și numărată oficial. Decretul a fost acceptat și folosit cu asprime în timpul foametea sovietică din 1932-1933, pentru a asigura hrană pentru muncitorii industriali și pentru cei mai săraci locuitori din mediul rural.

## Temeiul decretului
Decretul  Comitetului Executiv Central al URSS și al Sovietului Comisarilor Poporului, „Cu privire la protecția proprietății întreprinderilor de stat, a colhozurilor și a cooperativelor și la consolidarea proprietății publice (socialiste)”, este datat 7 august 1932. Înainte de aceasta, urmărirea penală pentru furtul proprietății de stat sau a cooperativelor era una de formă și nu depășea 2-5 ani de închisoare sau muncă în folosul comunității, ceea ce nu era o barieră pentru furturile în masă de alimente și bunuri, în special în colhozuri. Statul sovietic intenționa să oprească furturile prin pedepse mai mari și chiar prin pedeapsa cu moartea pentru infracțiuni deosebit de grave împotriva oamenilor și a statului.
- În preambul se afirma că proprietatea comună (proprietate de stat, colhoznică sau cooperatistă) este fundamentală pentru ordinea socială sovietică, prin urmare, persoanele care încercau să și-o însușească trebuiau tratate ca dușmani ai poporului și ai regimului socialist.
- Secțiunea I se referă la furturile de la căile ferate și de la intreprinderile de transport pe apă.
- Secțiunea II se referă la furtul bunurilor colhozurilor și cooperativelor.
- Secțiunea III a legii se referă la violența, amenințările și intimidarea colhoznicilor. Pedeapsa era de la 5 la 10 ani internare în lagăre de concentrare.

Cea mai mare pedeapsă pentru furt, conform acestui decret, era execuția prin împușcare. În mod normal, pedeapsa era de cel puțin 10 ani de închisoare. În toate cazurile, bunurile personale ale condamnaților urmau să fie confiscate. Condamnații pentru infracțiunile reglementate de acest decret nu puteau fi admnistiați. Legea a fost semnată de Mihail Kalinin, Viaceslav Molotov și Abel Enukidze⁠(d).
În „Instrucțiunile privind aplicarea decretului din 7/8/1932” (publicate în septembrie 1932), care însoțesc acest document, se preciza că pedeapsa cu moartea urma să fie aplicată în cazul furturilor organizate și sistematice, al furturilor însoțite de incendiere și alte distrugeri. De asemenea, pedeapsa cu moartea a fost aplicată (deși cu prevederi pentru circumstanțe atenuante în cazul anumitor infracțiuni) „în ceea ce privește „culacii, foștii negustori și alte elemente străine din punct de vedere social” care:
- „lucrau în întreprinderi sau instituții de stat”.
- „au fost descoperiți furând bunuri sau vânzându-le pe piața privată și deturnând unor sume mari de bani”.
- „s-au infiltrat în ferma colectivă și cei care sunt în afara fermei colective și care organizează sau iau parte la furtul bunurilor și produselor agricole ale fermei colective"

Colhoznicii obișnuiți și țăranii necolectivizați (edinoliciniki) precum și furtul minor în transport urmau să fie pedepsite cu 10 ani de închisoare sau mai puțin.

## Punerea în practică a decretului
În prima jumătate a anului 1933, aproximativ 150.000 de oameni au fost condamnați în Uniunea Sovietică, iar, dintre aceștia, 3,5%, adică 782 de oameni, au fost condamnați la pedeapsa capitală. Tribunalele pentru transporturi au emis 812 sentințe, iar cele militare 205 sentințe în întreaga uniune. Unele dintre aceste condamnări au prevăzut pedeapsa capitală, dar mare majoritate a pedepselor cu moartea au fost comutate în pedepse privative de libertate de către tribunalele superioare. 60,3% dintre cei judecați au fost condamnați la pedepse de 10 ani de închisoare, iar 36,2% la pedepse mai mici de 10 ani. În cazul ultimei categorii, 80% dinte cei condamnați au primit pedepse care nu prevedeau și privarea de libertate,
Odată cu creșterea tensiunilor sociale din cauza foametei, numărul celor condamnați conform prevederilor Decretului spicelor a ajuns în RSFSR în prima jumătate a anului 1933 la 69.523 de oameni, dintre care 84,5% au fost condamnați la zece ani de închisoare. La aproximativ 10% dintre cazuri au fost date sentințe mai ușoare, dar pentru 5,4% a fost stabilită pedeapsa capitală, atunci când fapta penală a fost săvârșită de un grup organizat, iar cantitatea de grâne depășea 100 de tone. 
În primăvara anului 1933, în urma unei decizii a Biroului politic al CC al PCUS din 1 februarie și a deciziei Prezidiului CEC al URSS din 27 martie, numărul de condamnări a scăzut. În a doua jumătate a anului 1933, numărul condamnărilor a scăzut la jumătate și în anul următor de trei ori comparat cu 1933. Doi ani mai târziu, au fost pronunțate doar 6.706 sentințe. Situația din RSS Ucraineană a urmat aceeași evoluție: 12.767 de oameni condamnați în 1933 și 730 în 1935.
| Anul                           | Numărul de condamnați | Numărul deținuților la 1 ianuarie |
| ------------------------------ | --------------------- | --------------------------------- |
| 1932                           | 22.347                |                                   |
| 1933, prima jumătate a anului  | 69.523                |                                   |
| 1933, a doua jumătate a anului | 33.865                |                                   |
| 1934, prima jumătate a anului  | 19.120                | 93.284                            |
| 1934, a doua jumătate a anului | 17.609                |                                   |
| 1935, prima jumătate a anului  | 6.706                 | 123.913                           |
| 1935, a doua jumătate a anului | 6.119                 |                                   |
| 1936                           | 4.262                 | 118.860                           |
| 1937                           | 1.177                 | 44.409                            |
| 1938                           | 858                   | 33.876                            |
| 1939                           | 241                   | 27.661                            |
| 1940                           | 346                   | 25.544                            |
| 1941                           |                       | 22.441                            |
| Total                          | 182.173               |                                   |

## Amnistia
La 26 iulie 1935, Politburo a decis amnistierea colhozilor condamnați pe nedrept în baza decretului 7/8.
Un an mai târziu, procurorul general al URSS, Vîșinski, a redactat un memoriu adresat lui Stalin, Molotov și Kalinin (20 iulie 1936), în care se preciza că revizuirea cazurilor celor condamnați pe baza Legii spicelor a fost finalizată. În total, au fost verificate peste 115.000 de cazuri, iar, în cazul a peste 91.000 de cazuri (79%), aplicarea decretului din 7 august a fost recunoscută ca fiind incorectă. Pe această bază 37.425 de persoane au fost eliberate sau amnistiate.
S-a estimat că peste 200.000 de persoane au fost acuzate de OGPU, iar în perioada 1932-1939 au fost pronunțate 181.827 de sentințe (de obicei la 5-10 ani în lagărele Gulagului). Dintre cei judecați, mai puțin de 1.000 în 1932 și 3.754 în 1933 par să fi fost condamnați la moarte. Pentru a face o comparație, conform raportului Departamentului judiciar de pe lângă Curtea Supremă a Federației Ruse, pentru prima jumătate a anului 2017, 127.113 persoane au fost condamnate pentru infracțiuni împotriva proprietății, dintre care 3.903 persoane pentru delapidare (articolul 160 din codul penal) și 1.880 de persoane pentru distrugere sau deteriorare a proprietății (articolul 167).